# Le Castellet (Var)
Le Castellet è un comune francese di 4.259 abitanti situato nel dipartimento del Var nella regione della Provenza-Alpi-Costa Azzurra.
La cittadina è molto nota in quanto ospita il circuito Paul Ricard, sede del Gran Premio di Francia di Formula 1 e famosa anche per la produzione di prosciutto molto pregiato.

## Storia
Odon de Villars (1354-1414) il 14 aprile 1402 a Brantes (dipartimento Vaucluse, zona Vantoux), alla presenza della consorte Alix des Baux donò al nipote Philippe i feudi di Brantes, Plaisians con le dipendenze di Saint Marcel, Roquefort-les-Pins, le Castellet in questione, Cassis e Port-Miou, tutte dipendenti dalla baronia di Aubagne comprese La Fare-les-Oliviers e Eguilles.
Il nipote in cambio fece da garante verso Raymond de Turenne nel rispetto di un accordo fissato fra lui, il visconte e la moglie Alix. Se Alix e Odon fossero stati inadempienti, quest'ultimo avrebbe dovuto pagare 50 mila fiorini a Raymond.
Nel borgo medievale e dintorni fu girato nel 1938 con il celebre attore francese detto 
Raimu il film La moglie del fornaio.

## Monumenti e luoghi d'interesse
Architettura religiosa

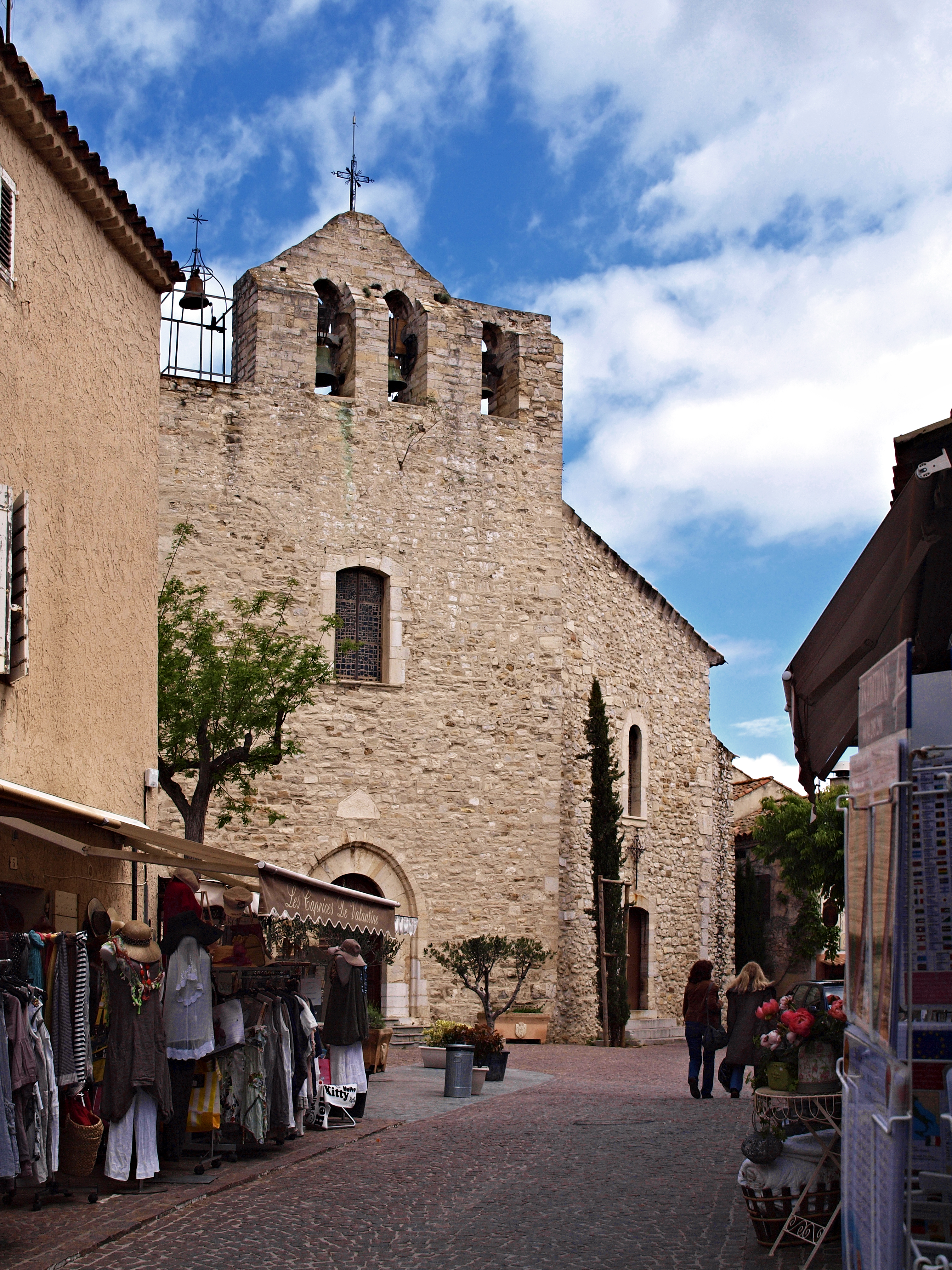
La chiesa parrocchiale della Trasfigurazione di Le Castellet Var

- Chiesa parrocchiale della trasfigurazione (Église de la transfiguration du Saveur) risalente al XI secolo, completata nel XII, in origine Saint Saveur faceva parte del castrum ed è l'unica testimonianza medievale ad essere ben conservata. Fu edificata per volere del vescovo di Marsiglia nel 1030, menzionata in un antico documento del 1153 dipese dalla chiesa marsigliese sino alla periodo rivoluzionario. In seguito, nel 1754, alla navata romanica fu aggiunta un'altra. Fu oggetto di un importante restauro nel 1990. Dal 6 luglio 1939 fa parte dei beni storici francesi. Nel 1600 in questa chiesa Anne de Castillon e Vincent de Lombard de Castellet[3] si sposarono in pompa magna dato il loro rango.

Architetture civili

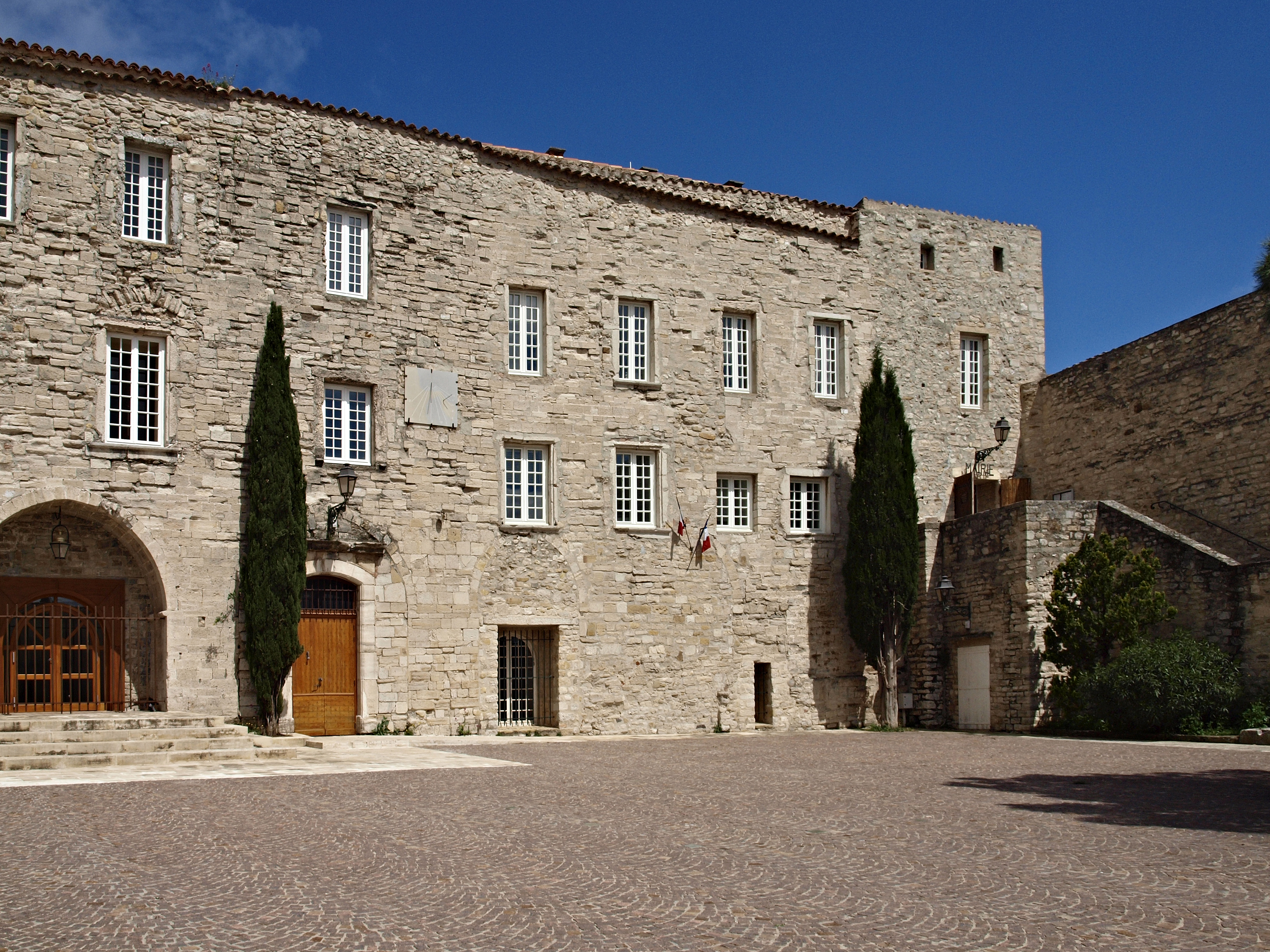
Il castello e il municipio di Le Castellet Var

- Il Castello medievale datato XV secolo apparteneva ai visconti di Marsiglia, fu poi ceduto alla potente famiglia locale de Castillon de Lombard. Questo castello fu durante la Rivoluzione utilizzato come stalle e bivacco per soldati. Oggi è di proprietà comunale e sede del municipio. Monumento storico francese dal 6 luglio 1939.
- Place de l'Ormeau: cuore e centro del paese, presenta una vista su la Ciotat.
- Château vieux posto a 152 mt. di altitudine, le Bourg Castral si estende su una superficie di 1000 mq. Antico, risalente al secolo XII dal 2002 fa parte dei beni culturali francesi.

Località e bellezze naturali

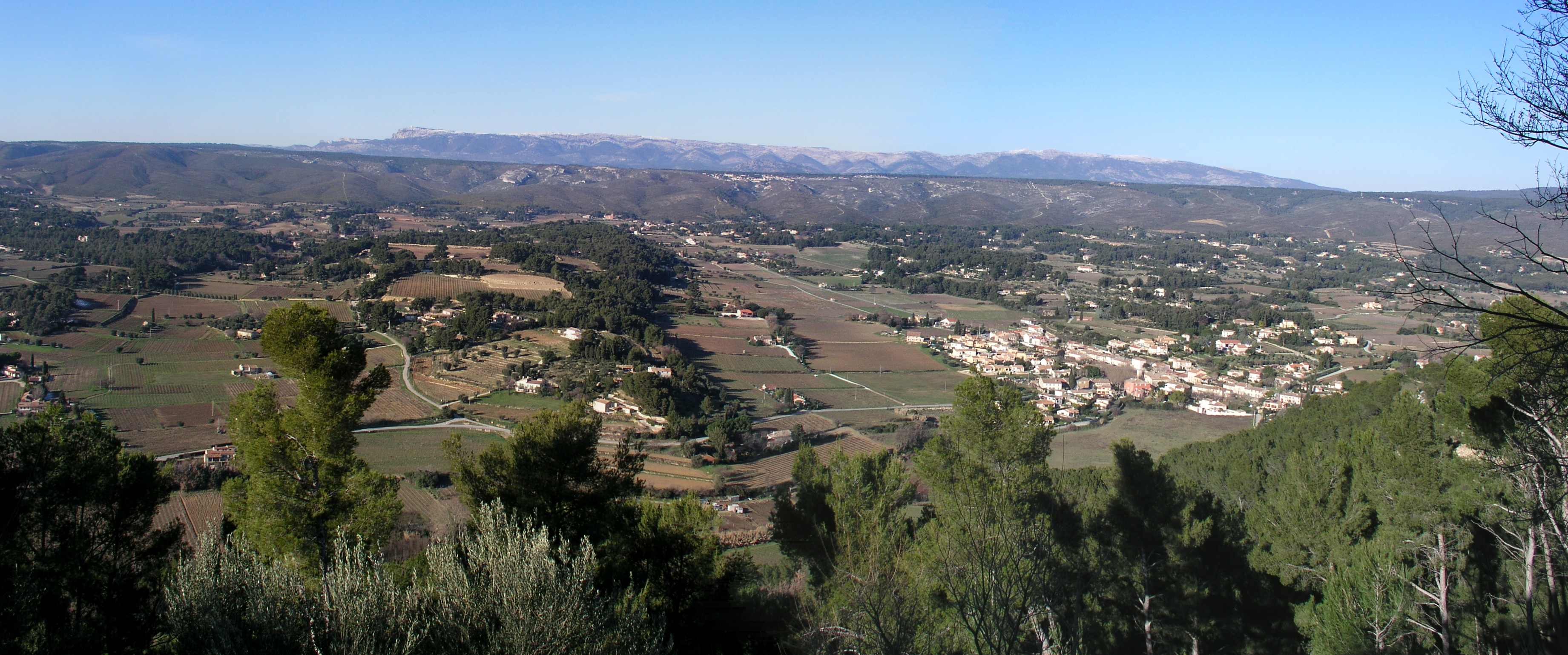
Vista generale di Le Castellet e del suo territorio

- Il Parco des Calanques che presenta splendide insenature.
- Colline di Castellet, nel cuore dei vigneti di Bandol, occupa 2237 ettari fra Castellet, Le Beausset.
- La Cadière-d'Azur di interesse naturalistico.

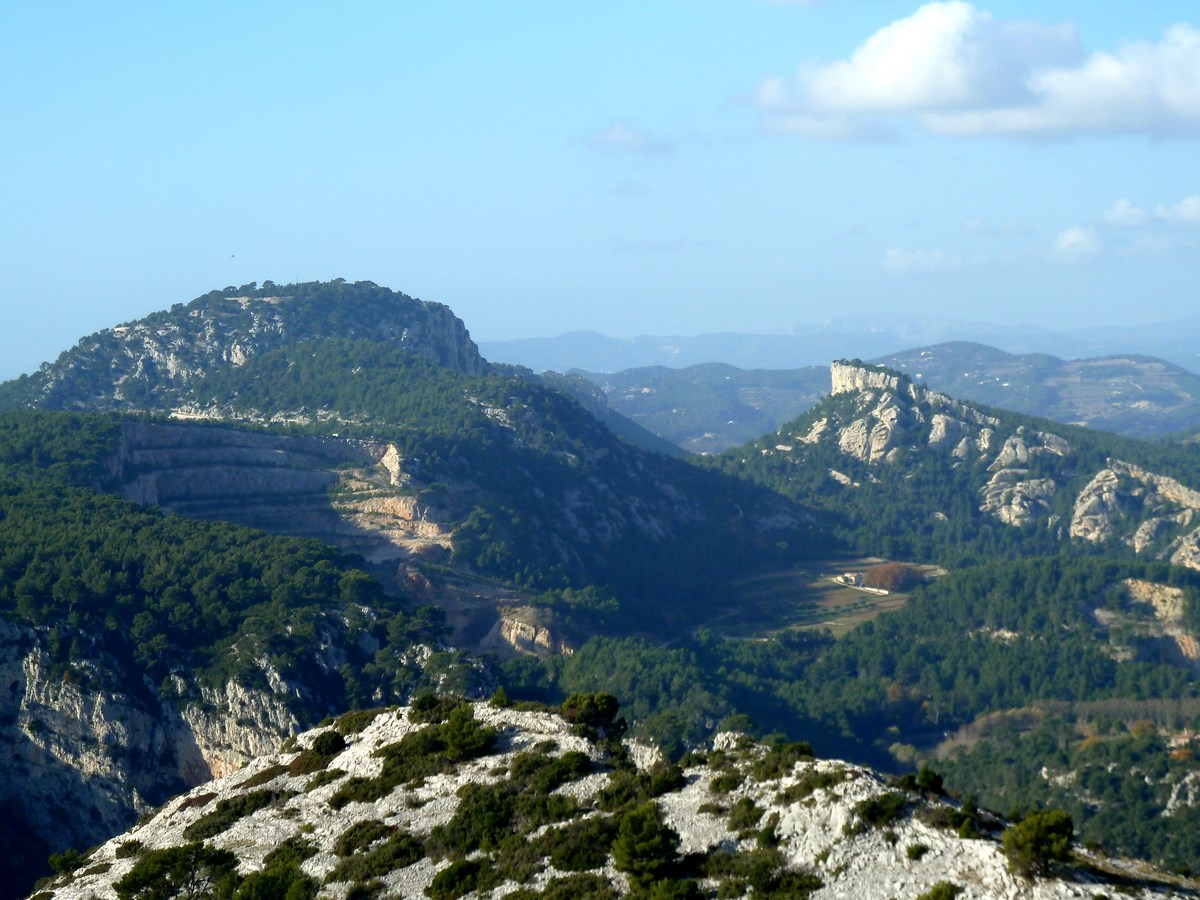
Il massiccio del Gros Cerveau e la Barre de la Jaume viste dal Croupatier

- Il massiccio del Gros Cerveau (Grande Cervello), di 1912 ettari, esteso su sei comuni su un gruppo lineare di massicci orientati a est-ovest. Ricchissimo botanicamente, poco frequentato dalle persone, presenta 17 specie animali.
- Massiccio Siou-Blanc, della foresta demaniale di Morières: 8,638 ettari estesi su sette comuni. Metà di escursioni per siti di esplorazione naturalistica di interesse botanico e faunistico.

## Società

### Evoluzione demografica
Abitanti censiti

## Infrastrutture e trasporti
Collegamenti stradali
Le Castellet è raggiungibile tramite l'Autoroute A570 che poi si congiunge all'A57 (collega Tolone all'A8).
Collegamenti ferroviari
Le stazioni SNCF più vicine sono:
- Saint-Cyr-Les Lecques-La Cadière-d'Azur a 9,5 km.
- Bandol a 13 km.
- Tolone a 23 km.

Collegamenti aerei
- Aeroporto di Le Castellet.

Creato nel 1962 dall'industriale della Pastis Paul Ricard (1909-1997), sindaco di Signes, lo stesso che nel 1970 farà  costruire il circuito automobilistico allo scopo di  sviluppare la zona favorendo l'arrivo di personalità internazionali. Inizialmente con pista di 1 km. dedita ai voli VFR, dal 1970 si estese sino agli attuali 1750 mt. permettendo l'atterraggio di aerei sino a 50 ton. Fu sede nel 1972 della compagnia Logistair con voli per Mende, Millau e la Corsica ma per le poche richieste fallì. Trasferitasi a  Montpellier fu rifondata col nome di Air Littoral. Dal maggio 1999 la Excelis S.A. ha acquisito l'aeroporto di Le Castellet e l'autodromo in un'unica proprietà facendo massicci investimenti dal 2001 al 2002: 5 nuovi hangar, una nuova illuminazione e dal 2010 un nuovo impianto fotovoltaico di 5000mq. trasformando l'aeroporto in una meta per persone di fascia alta. Secondo aeroporto del Var per importanza, è vietato agli aerei non dotati di radio, agli alianti e agli ULM con venti superiori a 28 km. È pure vietato sorvolare il circuito automobilistico al di sotto dei 460 mt.
- Aeroporto di Marsiglia a 72 km.
- Aeroporto di Nizza a 165 km.

## Economia
Territorialmente il comune di Le Castellet fa parte della comunità urbana Sud Sainte-Baume, inglobata in un ente di cooperazione intercomunale fondata nel 1994 e che conta più di 60.000 abitanti.
Composta da nove comuni, la Comunità Urbana Sud Sainte Baume si estende su un territorio altamente turistico situato tra mare, vigneti e montagna su una superficie totale di 35.564 ettari: oltre Le Castellet, La Cadière-d'Azur, Evenos, Riboux, Sanary-sur-Mer, Le Beausset, Saint-Cyr-sur-Mer, Signes e Bandol.
Questa struttura amministrativa unita in un unico ente consente la gestione congiunta di attrezzature e servizi, lo sviluppo di progetti di rilancio economico e urbanistico e diverse competenze: dai
trasporti all'interno del territorio,
la raccolta e il trattamento dei rifiuti domestici, l'acqua, i servizi igienico-sanitari, il disboscamento delle foreste sino alla
gestione degli ambienti acquatici con la vitale prevenzione delle inondazioni. 
Aspetto importante che comprende anche la tutela e la valorizzazione dell’ambiente naturale compresi i suoi
sentieri e le strade con il loro mantenimento collegati ai circuiti turistici.
Il territorio conta in totale 1766 aziende con 139 stabilimenti anche se la maggioranza risulta essere a  gestione diretta individuale. Importanti le aziende vinicole. Questo è il territorio del vino Bandol AOC
Oltre all'aeroporto, il circuito automobilistico garantisce benefici economici. Nel 2022 ha garantito 78 milioni di euro, 500 posti di lavoro, affitto dei posti ai costruttori, 16000 mq.di paddock edificati con la creazione di 46000 posti a sedere.

## Cultura
- Comunità urbana di Sainte Baume: nove comuni uniti con biblioteche, cinema, teatri.[8]

- Biblioteca di Le Castellet, a La Carrière, strada principale del paese.[9]

## Amministrazione

### Gemellaggi
- Herrischried, Germania, dal 1978
- Or Akiva, Israele, dal 1989
- San Benedetto Po, Italia, dal 2013